# Mildella
Mildella es un género con 11 especies descritas y 2 aceptadas de helechos perteneciente a la familia Pteridaceae. 

## Descripción
Son helechos con rizoma multicipital, las ramas cortamente ascendentes a largamente rastreras, escamosas, las escamas marcadamente bicoloras; hojas pinnatífidas a 1-pinnadas, monomorfas; pecíolo y raquis sulcados adaxialmente, castaño a pardo oscuro, con tricomas cortos, rígidos, 2-celulares en la cara adaxial; lámina pinnado-pinnatífida a 2-pinnado-pinnatífida, glabra, las pinnas basales conspicuamente desarrolladas basiscópicamente, el segmento basal inferior alargado o la pínnula misma pinnatífida; pinnas suprabasales escasamente desarrolladas basiscópicamente; segmentos en su mayoría lineares, generalmente ascendentes, anchamente adnatos y decurrentes en el raquis; nervaduras libres, simples o 1-bifurcadas, casi alcanzando a los márgenes, ahí ensanchadas y con un par de esporangios cortamente pediculados; indusio escarioso, inframarginal en la madurez, entero, eroso o ciliado; esporas tetraédricas, diminutamente escabrosas; el número cromosomático es de: x=29.

## Distribución y hábitat
Se distribuye por México, Mesoamérica, Galápagos, Haití, Norte de la India, Pakistán a China.
Mildella es primariamente subtropical del Viejo Mundo, con una especie antillana endémica y otra especie más ampliamente distribuida en el Nuevo Mundo. Es probable que M. intramarginalis var. intramarginalis se encuentre en los Andes. La especie del Nuevo Mundo se presenta típicamente en altitudes medias en riberas rocosas mesofíticas al borde de caminos, a menudo a pleno sol.

## Taxonomía
Mildella fue descrito por Vittore Benedetto Antonio Trevisan de Saint-Léon y publicado en Reale Istituto Lombardo di Scienze e Lettere, Rendiconti 9: 810. 1877. La especie tipo es: Mildella intramarginalis (Kaulf. ex Link) Trevis.

## Especies aceptadas
A continuación se brinda un listado de las especies del género Mildella aceptadas hasta abril de 2012, ordenadas alfabéticamente. Para cada una se indica el nombre binomial seguido del autor, abreviado según las convenciones y usos.
- Mildella fallax (M.Martens & Galeotti) G.L.Nesom
- Mildella intramarginalis (Kaulf. ex Link) Trevis.